# Магомедов, Магомедали Магомедович
Магомедали́ Магоме́дович Магоме́дов (дарг. МяхӀяммадла урши МяхӀяммадгӀяли; 15 июня 1930, Леваши, Дагестанская АССР — 4 декабря 2022, Махачкала) — советский и российский государственный и политический деятель. Председатель Совета Министров Дагестанской АССР с 24 мая 1983 по август 1987 года. Председатель Президиума Верховного Совета Дагестанской АССР с августа 1987 по 24 апреля 1990 года. Председатель Верховного Совета Дагестанской АССР / Дагестанской ССР / Республики Дагестан с 24 апреля 1990 по 26 июля 1994 года. Председатель Государственного совета Республики Дагестан с 26 июля 1994 по 20 февраля 2006 года. Герой Труда Российской Федерации (2019).

## Биография
Родился 15 июня 1930 года в селении Леваши Левашинского района Дагестанской АССР в семье горских тружеников. По национальности ─ даргинец. Детство Магомедали Магомедова пришлось на суровые годы Великой Отечественной войны. 
После окончания в 1949 году левашинской средней школы выбрал профессию учителя. В 1950 году он поступил в Дагестанский учительский институт, который через два года успешно окончил. Работал учителем, затем — директором Верхнелабкинской семилетней школы Левашинского района, позже заведовал Левашинским районным отделом народного образования.
В 1957 году ему поручили поднимать сельское хозяйство и назначили председателем колхоза имени Коминтерна, а в 1966 году — начальником Левашинского сельскохозяйственного производственного управления. В 1968 году заочно окончил Дагестанский сельскохозяйственный институт. 
В 1969 году был избран председателем Левашинского райисполкома. В декабре 1970 года перешёл на партийную работу и стал первым секретарём Левашинского райкома КПСС. 
В сентябре 1975 года назначен заведующим сельскохозяйственным отделом Дагестанского обкома КПСС.
С января 1979 года начал работать в Правительстве Дагестана, сначала заместителем Председателя Совета Министров Дагестанской АССР, а с мая 1983 года — Председателем Совета Министров республики. В августе 1987 года на шестой сессии Верховного Совета XI созыва стал главой законодательной власти — был избран Председателем Президиума Верховного Совета Дагестанской АССР. Депутат Совета Национальностей Верховного Совета СССР 11-го созыва (1984—1989) от Дагестанской АССР.
В 1990 году избран народным депутатом РСФСР и народным депутатом Дагестанской АССР. На I съезде народных депутатов Дагестанской АССР 24 апреля 1990 года избран Председателем Верховного Совета Дагестанской АССР. В декабре 1993 года избран членом Совета Федерации по Дагестанскому двухмандатному избирательному округу № 5. Являлся членом Комитета по делам Федерации, Федеративному договору и региональной политике.
26 июля 1994 года избран Председателем Государственного Совета Республики Дагестан. В январе 1996 года вновь вошёл в состав Совета Федерации. 22 марта 1996 года Конституционное Собрание Республики Дагестан продлило полномочия Государственного Совета до 26 июля 1998 года. В том же году Конституционное Собрание Республики Дагестан переизбрало его Председателем Государственного Совета Республики Дагестан.
21 мая 1998 года участвовал в переговорах с братьями Хачилаевыми, чьи вооружённые сторонники захватили здание Госсовета.
С 2 сентября 2000 по 12 марта 2001 года — член президиума Государственного совета Российской Федерации.
Летом 2002 года решением Конституционного Собрания Республики Дагестан переизбран Председателем Государственного Совета Республики Дагестан.
16 февраля 2006 года после встречи с президентом Владимиром Путиным заявил о своей досрочной отставке.
18 февраля 2006 года Владимир Путин предложил ему войти в состав Комиссии при президенте РФ по укреплению российской государственности и федеративных отношений.
Являлся почётным председателем Государственного Совета Республики Дагестан.
Скончался 4 декабря 2022 года на 93-м году жизни. Похоронен на следующий день в селе Леваши Левашинского района Дагестана.

## Семья
Был женат на Зульгижат Магомедовой. 
Сыновья: Магомед, Гаджимурад, Магомедсалам.
Дочери: Зайнаб, Тагибат.

## Награды
- Медали
- Орден «Знак Почёта»
- Орден Октябрьской Революции
- Орден Трудового Красного Знамени (19**, 19**)
- Медаль «За заслуги перед Чеченской Республикой»
- Орден Почёта (27 июня 1995) — за большой личный вклад в укрепление и развитие российской государственности, дружбы и сотрудничества между народами[6]
- Благодарность Президента Российской Федерации (12 августа 1996) — за активное участие в организации и проведении выборной кампании Президента Российской Федерации в 1996 году[7]
- Орден «За заслуги перед Отечеством» III степени (24 апреля 2000) — за большой вклад в укрепление российской государственности, дружбы и сотрудничества между народами[8]
- Почётная грамота Правительства Российской Федерации (14 июня 2000) — за большой личный вклад в социально-экономическое развитие Республики Дагестан, многолетний добросовестный труд и в связи с 70-летием со дня рождения[9]
- Благодарность Президента Российской Федерации (19 февраля 2001) — за большой вклад в укрепление российской государственности[10]
- Орден «За заслуги перед Отечеством» I степени (15 июня 2005) — за выдающийся вклад в укрепление российской государственности, дружбы и сотрудничества между народами[11]
- Орден «За заслуги перед Республикой Дагестан» (29 мая 2014) — за заслуги перед республикой и многолетнюю плодотворную работу[12]
- Орден Александра Невского (25 мая 2015) — за большой вклад в социально-экономическое развитие Российской Федерации, достигнутые трудовые успехи, активную общественную деятельность и многолетнюю добросовестную работу[13]
- Премия Президента Российской Федерации (3 ноября 2016) — за вклад в укрепление единства российской нации[14]
- Герой Труда Российской Федерации (21 октября 2019) — за особые трудовые заслуги перед государством и народом[15]
- Орден «Дружба» (13 июня 2020, Азербайджан) — за особые заслуги в развитии дружественных связей и сотрудничества между Азербайджанской Республикой и Российской Федерацией, а также азербайджанским и дагестанским народами[16][17]
- Герой народного ополчения Дагестана